# 4-ヒドロキシムコン酸セミアルデヒドデヒドロゲナーゼ
4-ヒドロキシムコン酸セミアルデヒドデヒドロゲナーゼ（4-hydroxymuconic-semialdehyde dehydrogenase）は、γ-ヘキサクロロシクロヘキサン分解酵素の一つで、次の化学反応を触媒する酸化還元酵素である。
4-ヒドロキシムコン酸セミアルデヒド + NAD+ + H2O {\displaystyle \rightleftharpoons } マレイル酢酸 + NADH + 2 H+
反応式の通り、この酵素の基質は4-ヒドロキシムコン酸セミアルデヒドとNAD+と水、生成物はマレイル酢酸とNADHとH+である。
組織名は4-hydroxymuconic-semialdehyde:NAD+ oxidoreductaseである。